# Kila socken, Södermanland
Kila socken i Södermanland ingick i Jönåkers härad, ingår sedan 1971 i Nyköpings kommun och motsvarar från 2016 Kila distrikt.
Socknens areal är 163,54 kvadratkilometer, varav 156,14 land. År 2000 fanns här 1 322 invånare. Tätorterna Ålberga och Stavsjö samt kyrkbyn Kila med sockenkyrkan Kila kyrka ligger i socknen. 

## Administrativ historik
Kila socken omtalas i dokument första gången 1303 (" in parochia Killæ"). Ruinen efter Kilas gamla kyrka som övergavs på 1700-talet är dock från 1200-talet. Skällsta utängar överfördes 1942 från Lunda socken till Kila socken. Hemmanet Nya Virån överfördes 1921 från Kila socken till Björkviks socken.
Vid kommunreformen 1862 övergick socknens ansvar för de kyrkliga frågorna till Kila församling och för de borgerliga frågorna till Kila landskommun. Landskommunen inkorporerades 1952 i Jönåkers landskommun som 1971 uppgick i Nyköpings kommun. Församlingen uppgick 2006 i Kiladalens församling.
1 januari 2016 inrättades distriktet Kila, med samma omfattning som församlingen hade 1999/2000.  
Socknen har tillhört län, fögderier, tingslag och domsagor enligt vad som beskrivs i artikeln Jönåkers härad.  De indelta soldaterna tillhörde Södermanlands regemente, Livkompaniet och Livregementets grenadjärkår, Södermanlands kompani. De indelta båtsmännen tillhörde Andra Södermanlands båtsmanskompani.

## Geografi

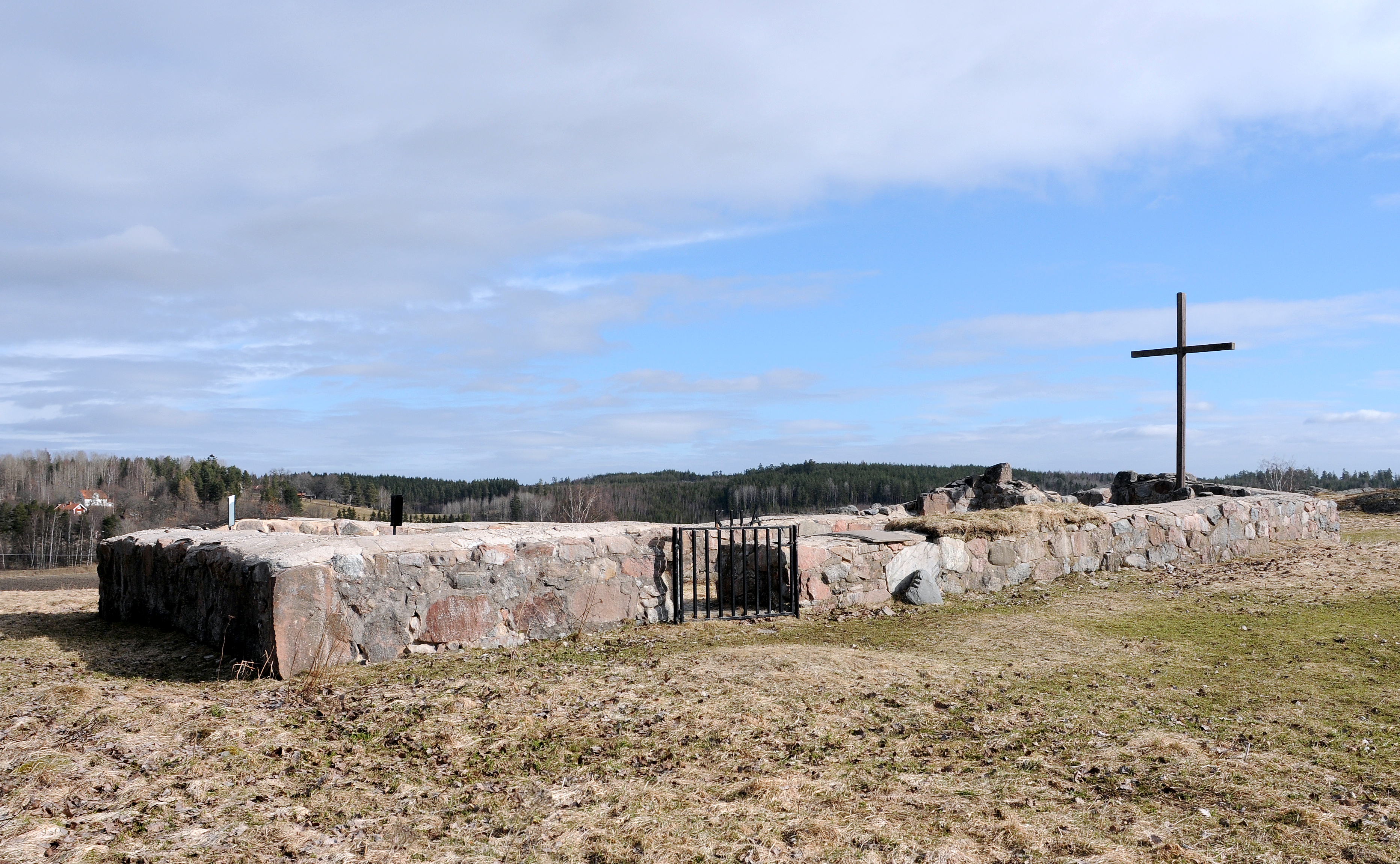
Kila kyrkoruin.

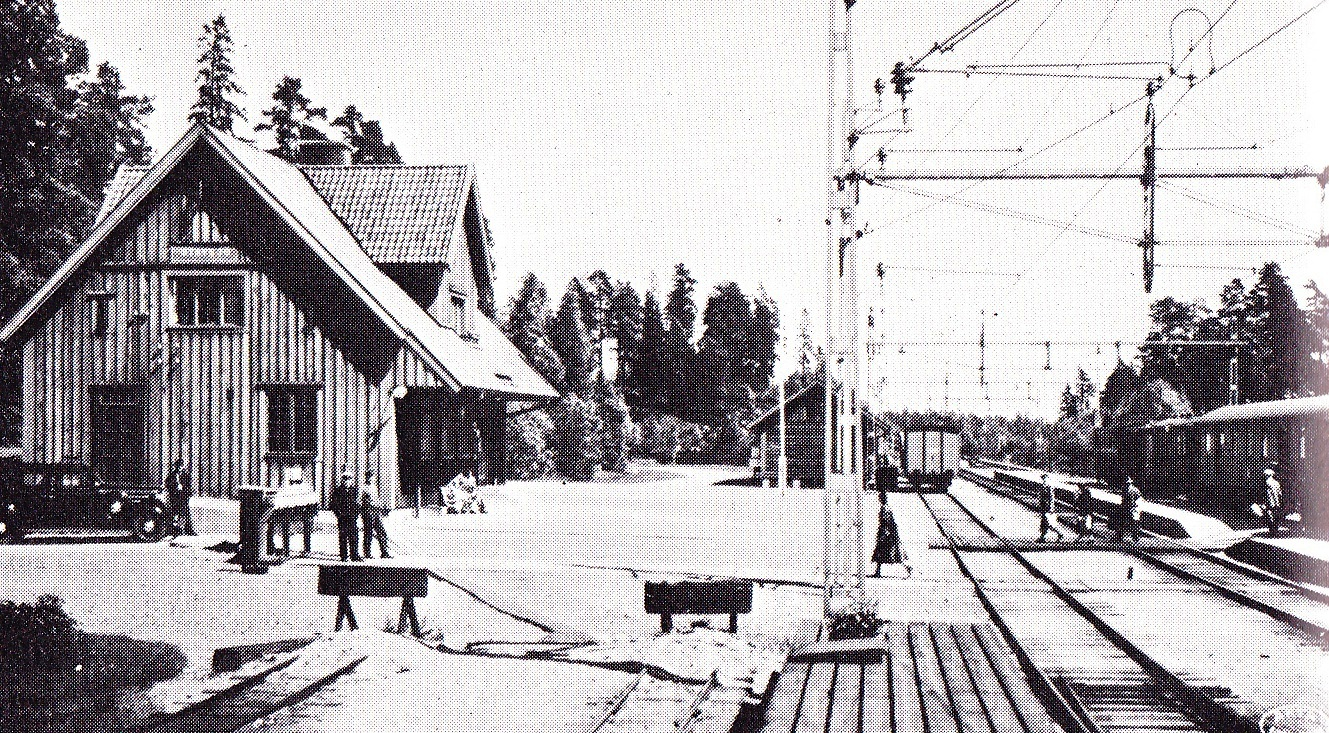
Stavsjös järnvägsstation på 1930-talet.

Kila socken ligger väster om Nyköping kring Kilaån på Kolmårdens nordsida. Socknen har odlingsbygd i ådalen och är i övrigt en kuperad skogsbygd.

## Fornlämningar
Från bronsåldern finns spridda gravar och från järnåldern finns gravfält.

## Namnet
Namnet (1303, Killä) är ett bygdenamn och innehåller kil syftande på den mycket smala havsvik som fordom gick om i Kilaådalen fram till Kila socken.